# Arquebisbat de Tolosa

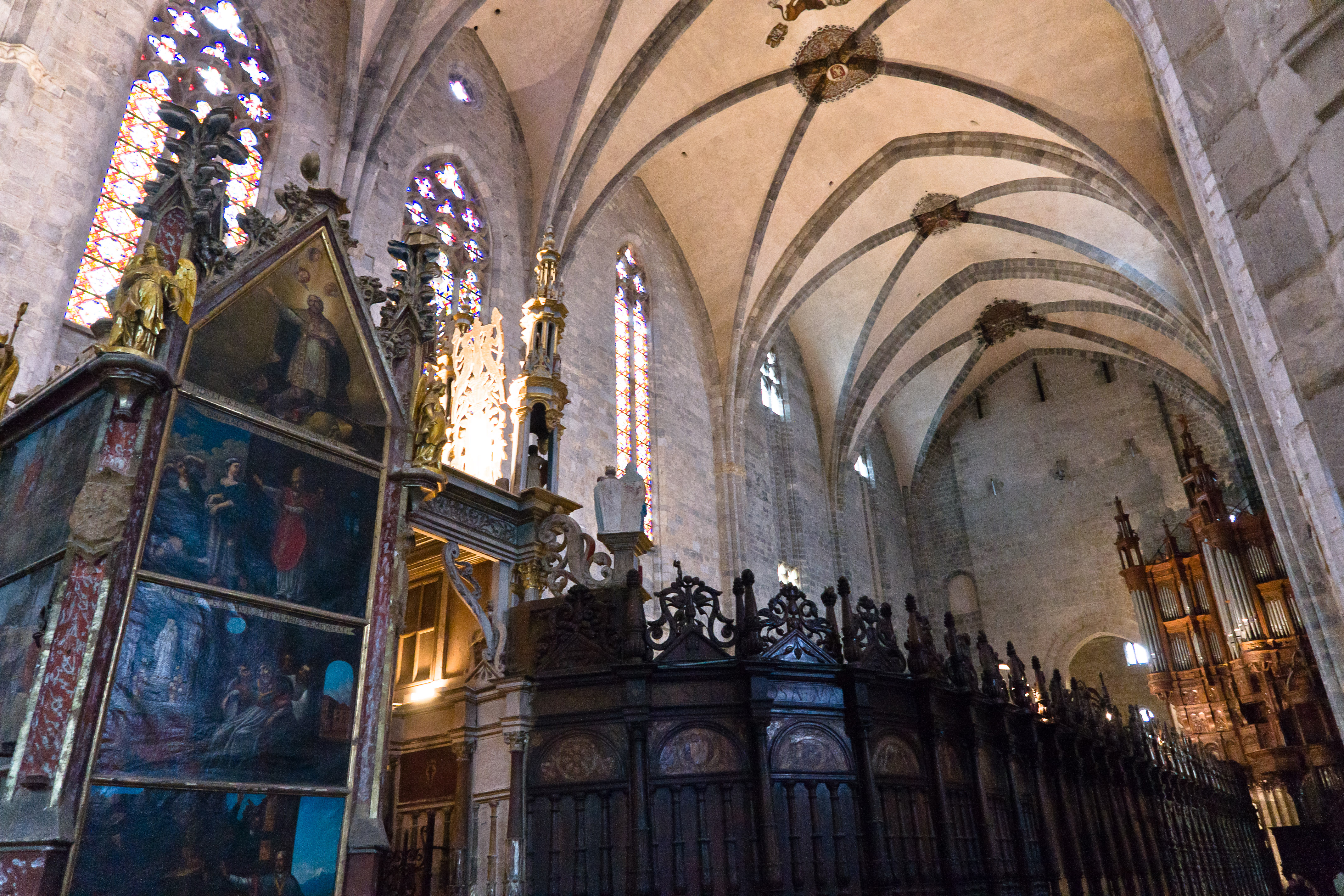
Interior de l'antiga catedral de Nostre Senyora a Saint-Bertrand-de-Comminges

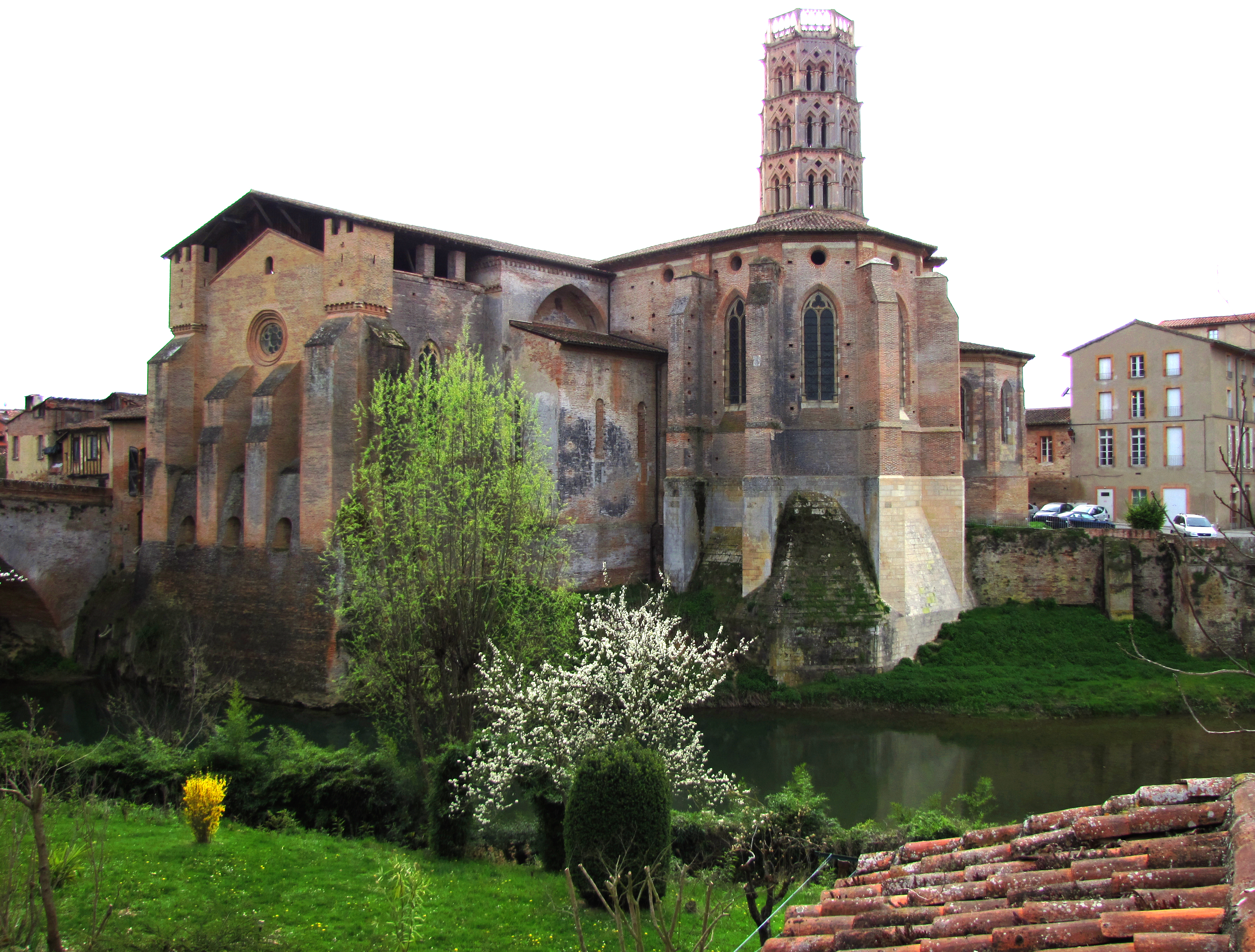
L'antiga catedral de la Nativitat de la Mare de Déu a Rieux-Volvestre

L'arquebisbat de Tolosa (occità: archidiocèsi de Tolosa; francès: archidiocèse de Toulouse; llatí: Archidioecesis Tolosana) és una seu metropolitana de l'Església catòlica a França. Al 2014 tenia 788.600 batejats d'un total de 1.260.226 habitants. Actualment està regida per l'arquebisbe Guy André Marie de Kérimel.

## Territori
El territori de l'arxidiòcesi comprèn el departament francès de l'Alta Garona.
La seu arxiepiscopal és la ciutat de Tolosa, on es troba la catedral de Sant Esteve.
El territori s'estén sobre 6.372 km² i està dividit en 628 parròquies. Des del 2008 les parròquies estan agrupades en 87 "conjunts parroquials" (unitat pastoral) i agrupades en cinc zones pastorals i 28 decanats:
1. zona pastoral de Tolosa: 14 decanats;
2. zona pastoral Le Comminges: 5 decanats;
3. zona pastoral Le Lauragais: 2 decanats;
4. zona pastoral rural centre: 4 decanats;
5. zona pastoral rural nord: 3 decanats.

### Província eclesiàstica
La província eclesiàstica de Tolosa comprèn les següents circumscripcions eclesiàstiques:
- l'arquebisbat d'Albi;
- l'arquebisbat d'Aush;
- el bisbat de Caors;
- el bisbat de Montalban;
- el bisbat de Pàmies;
- el bisbat de Rodés;
- el bisbat de Tarba i Lorda.

## Catedrals i basíliques
La catedral de Sant Esteve de Tolosa és la catedral de l'arxidiòcesi.
L'arxidiòcesi compta amb dues antigues catedrals:
- la catedral de la Mare de Déu de Sant Bertran de Comenge
- la catedral de la Nativitat de Maria de Rius.

Compta amb tres basíliques menors:
- la de Sant Serni de Tolosa
- la de Nostra Senyora de la Daurada a Tolosa
- la de Santa Germana, a Pibrac.

## Història
La diòcesi de Tolosa fou erigida vers la meitat del segle iii per sant Sadurní, qui evangelitzà la regió. Les troballes arqueològiques i epigràfiques proven amb certesa la presència d'una consistent comunitat cristiana a la zona al segle iv.
Entre els primers bisbes es distingeixen en particular el bisbe Rodani, qui al concili de Béziers del 356 rebutjà sotmetre's a l'arrianisme sostingut per l'emperador Constanci II, motiu pel qual va ser exiliat a Frígia amb Hilari de Poitiers.
Tolosa formava part de la Gàl·lia Narbonesa I, i era sufragània de l'arxidiòcesi de Narbona. Al 507, després que Clodoveu I conquerís la ciutat, la diòcesi passà a formar part de la província eclesiàstica de Bourges, en tant que Narbona estava sota el domini dels visigots. Des del segle viii, quan la Septimània passà a formar part del regne dels francs, Tolosa retornà a la seva província eclesiàstica primitiva.
Entre els segles xi i xiii a la diòcesi s'estengué l'heretgia càtara, que va ser combatuda mitjançant una croada. El Papa Gregori IX, per fer front al moviment càtar, instituí a Tolosa el tribunal de la inquisició, que va estar actiu fins al 1255, i creà una universitat, el Studium generale.
El 23 de juliol de 1295 Tolosa cedí part del seu territori per tal que s'erigís la diòcesi de Pàmies.
A inicis del segle xiv Pierre de La Chapelle-Taillefert va ser el primer bisbe en ser creat cardenal; en els segles següents sovint Tolosa seria seu cardenalícia.
L'11 de juliol de 1317 la seu de Tolosa va ser elevada al rang d'arxidiòcesi metropolitana mitjançant la butlla Salvator noster del Papa Joan XXII, i contextualment cedí noves porcions de territori per tal que s'erigissin quatre noves diòcesi: Montalban, Sant Pàpol, Lombèrs i bisbat de Rius. El 26 de setembre del mateix any s'erigiren dues diòcesis més amb territori desmembrat de la seu tolosana: el bisbat de La Vaur i el bisbat de Mirapeis.
El protestantisme aparegué a Tolosa el 1532, vinculat a estudiants estrangers. El 1550 el cardenal Coligny, dimití per abraçar la Reforma, catorze anys després es casà.
Mentrestant, el 1563 els catòlics s'havien reunit en una lliga per tal de defensar les prerrogatives del catolicisme, prendre el control de la ciutat entre 1586 i 1595. El rei Enric IV no va ser reconegut fins al 1596.
Al final de l'Antic Règim, Tolosa va ser la seu de la diòcesi civil de Tolosa, una de les diòcesis civils dels Estats del Llenguadoc. El seu territori diferia poc del territori de l'actual arxidiòcesi. Entre 1790 i 1801, Tolosa va ser la seu episcopal de la diòcesi (del departament) de l'Alta Garona, una de les diòcesis de l'Església constitucional creades per la constitució civil del clergat, que cobria el departament de l'Alta Garona
Després del concordat amb la butlla Qui Christi Domini del Papa Pius VII del 29 de novembre de 1801, l'arxidiòcesi va canviar els seus límits per adaptar-se als departaments de l'Alta Garona i Arieja, incloent per tant el territori de la diòcesi de Coserans, de Pàmies i de Rieux, i part del territori de les diòcesis de Comenge, de Leitora, Lombèrs, Mirepeis, Montalban i Sant Pàpol.
Es van suprimir totes les diòcesis esmentades, mentre que la de Pàmies es va restablir el 6 d'octubre de 1822, desmembrant-se el territori de l'arxidiòcesi de Tolosa. Els arquebisbes de Tolosa tenien en aquesta data el privilegi d'afegir al seu títol el dels arquebisbes de Narbona.
El 19 de gener de 1935 es va reconèixer als arquebisbes de Tolosa també els títols de les diòcesis de Comminges i Rieux, seus suprimides que van caure en el territori de l'arquebisbe.
El 8 de desembre de 2002, amb la reorganització dels districtes eclesiàstics francesos, la metròpolis de Tolosa va perdre la diòcesi de Carcassona, mentre que van créixer mitjançant l'adquisició de les antigues seus metropolitanes d'Albi i d'Aush, amb les seves sufragànies.
El 14 de juny de 2006 el títol de Narbona va ser transferit als bisbes de Carcassona, en el territori on es troba l'antiga seu metropolitana.

## Cronologia episcopal

### Bisbes
- Sant Sadurní de Tolosa vers 250
- Honorat de Tolosa (imaginari)
- Sant Papul?, vers 300
- Mamertí de Tolosa vers 314
- Rodani de Tolosa (350-358)
- Sant Hilari de Tolosa (358-360)

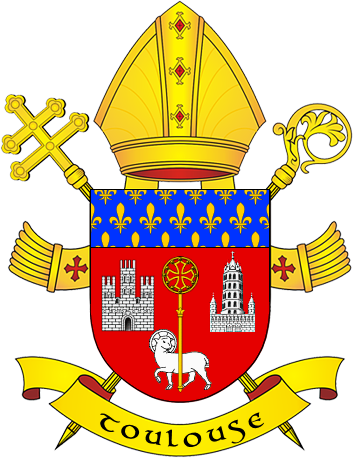
Escut de l'arxidiòcesi

- Sant Selvi de Tolosa o Silvi (360-400)
- Sant Exuperi de Tolosa o Sant Superi (400-?)
- David de Tolosa
- Màxim de Tolosa vers 470
- Heraclià de Tolosa (?-506)
- Magnulf de Tolosa (?-585)
- Menes de Tolosa vers 601
- Wiligisil de Tolosa (?-625)
- Sant Erembert de Tolosa (?-657)
- Sant Germeri de Tolosa (?-691)
- Arrici (?-785)
- Manció (786-798)
- Samuel (?-843)
- Salomó (?-857)
- Helisacar (?-861)
- Bernat I (883-890)
- Armand (903-925)
- Hug I (926-972)
- Ató I (973-974)
- Isol (974-986)
- Ató II (990-1000)
- Ramon (1004-1010)
- Pere Roger (1018-1031)
- Arnau I (1031-1035)
- Bernat II (1035-1040)
- Hug II (1041-1044)
- Arnau II (1045-1059)
- Durand de Bredon (1059-1070)
- Isarn de Lavaur (Isamus, Isarius, Isarnus) (1072-1105)
- Ameli Ramon del Puy (1105-1139)
- Ramon de Lautrec (1140-1163)
- Bernat Bonhomme (1163-1164)
- Gerard de Labarta (1164-1170)
- Hug III (1170-1175)
- Bertran de Villemur (1175-1178)
- Gausselin (1178-1178)
- Fulcrand (1179-1200)
- Ramon de Rabastens (1203-1206)
- Folquet de Marsella (1206-1231)
- Ramon del Falga (1232-1279)
- Bertran de l'Illa-Jordà (1270-1286)
- Hug Mascaron (1286-1296)
- Lluís d'Anjou-Sicília (1296-1297)
- Arnau Roger de Commenge 1297-1298
- Pere de La Chapelle-Taillefert (1298-1305), cardenal el 1305
- Gaillard de Preyssac (1305-1317), abdica el 1317, mort el 1327

### Arquebisbes
- Joan Ramon de Commenges 1318-1327, primer arquebisbe, bisbe de Magalona des de 1309, cardenal el 1327, mort 1348
- Guillaume de Laudun 1327-1345, dominic, bisbe de Viena
- Raymond de Canillac 1346-1350, cardenal el 1350
- Étienne Aldebrand 1350-1360
- Geoffroy de Vayroles 1361-1376
  - Jean de Cardailhac 1378-1390 (administrador apostòlic)
- François de Conzié o Gonzie 1390-1391
- Pierre de Saint Martial 1391-1401
- Vital de Castelmourou 1401-1410
- Dominique de Flourence 1410-1422
- Denys du Moulin 1423-1439
- Pierre du Moulin 1439-1451
- Bernard du Rosier 1452-1475
- Pierre de Lyon 1475-1491
- Hèctor de Borbó 1491-1502
- Joan d'Orléans de Longueville 1503-1533, cardenal el 1533
- Gabriel de Gramont 1533-1534, cardenal el 1530
  - Odet de Coligny, cardenal de Châtillon 1534-1550, esdevingué calvinista i es va casar el 1564; mort el 1570 (administrador apostòlic)
  - Antoine Sanguin de Meudon 1551-1559, cardenal el 1539 (administrador apostòlic)
  - Robert de Lenoncourt 1560-1562, cardenal el 1538 (administrador apostòlic)
  - Georges d'Armagnac 1562-1583, cardenal el 1544 (administrador apostòlic)
- Paul de Foix 1583-1584
- François de Joyeuse 1588-1604, cardenal el 1583
  - Sede Vacante (1604-1613)
- Louis de Nogaret de La Valette d'Épernon 1614-1628, cardenal
- Charles de Montchal 1628-1651
- Pierre de Marca 1654-1662, mort el 1662 sense haver pres possessió del bisbat de París
- Charles-François d'Anglure de Bourlemont 1664-1669
- Pierre de Bonzi 1672-1673, cardenal el 1672
- Joseph de Montpezat de Carbon 1675-1687
- Jean-Baptiste-Michel Colbert de Villacerf 1693-1710
- René-François de Beauvau Du Rivau 1714-1721
- Henri de Nesmond 1722-1727
- Jean-Louis Des Balbes de Berton de Crillon 1727-1739
- Charles Antoine de La Roche-Aymon 1740-1753, cardenal el 1771
- François de Crussol d'Uzès d'Amboise 1753-1758
- Arthur Richard de Dillon 1758-1762
- Étienne-Charles de Loménie de Brienne 1763-1788, cardenal el 1788
- François de Fontanges 1788-1801

### Bisbes concordataris
- Claude François Marie Primat 1802-1816
- François de Bovet 1817-1820
- Anne-Antoine-Jules de Clermont-Tonnerre 1820-1830, cardenal el 1822
- Paul-Thérèse-David d'Astros 1830-1851, cardenal el 1850
- Jean-Marie Mioland 1851-1859
- Florian-Jules-Félix Desprez 1859-1895, cardenal el 1879
- François-Désiré Mathieu 1896-1899, cardenal el 1899, mort el 1908
- Jean-Augustin Germain 1899-1928

### Darrers bisbes
- Jules-Géraud Saliège, 1928-1956, cardenal
- Gabriel-Marie Garrone 1956-1966, cardenal
- Jean Guyot 1966-1978, cardenal
- André Collini 1978-1996
- Émile Marcus 1996-2006
- Robert Le Gall 2006-2021
- Guy André Marie de Kérimel 2021-

## Estadístiques
A finals del 2014, la diòcesi tenia 788.600 batejats sobre una població de 1.260.226 persones, equivalent al 62,6% del total.
| any  | població | població  | població | sacerdots | sacerdots       | sacerdots       | sacerdots             | diaques | religiosos | religiosos | parroquies |
| ---- | -------- | --------- | -------- | --------- | --------------- | --------------- | --------------------- | ------- | ---------- | ---------- | ---------- |
| any  | batejats | total     | %        | total     | clergat secular | clergat regular | batejats per sacerdot | diaques | homes      | dones      |            |
| 1950 | 451.200  | 458.647   | 98,4     | 591       | 431             | 160             | 763                   |         | 160        | 1.280      | 575        |
| 1969 | 600.000  | 686.760   | 87,4     | 639       | 401             | 238             | 938                   |         | 439        | 1.492      | 192        |
| 1980 | 688.000  | 802.800   | 85,7     | 515       | 345             | 170             | 1.335                 | 2       | 314        | 1.055      | 628        |
| 1990 | 771.703  | 892.503   | 86,5     | 415       | 277             | 138             | 1.859                 | 11      | 322        | 832        | 632        |
| 1999 | 880.000  | 1.029.000 | 85,5     | 396       | 238             | 158             | 2.222                 | 15      | 341        | 672        | 633        |
| 2000 | 880.000  | 1.047.000 | 84,0     | 382       | 241             | 141             | 2.303                 | 17      | 269        | 680        | 633        |
| 2001 | 879.000  | 1.047.000 | 84,0     | 367       | 228             | 139             | 2.395                 | 18      | 311        | 634        | 633        |
| 2002 | 866.667  | 1.047.000 | 82,8     | 366       | 231             | 135             | 2.367                 | 17      | 305        | 509        | 633        |
| 2003 | 722.430  | 1.047.000 | 69,0     | 368       | 233             | 135             | 1.963                 | 19      | 267        | 610        | 633        |
| 2004 | 722.420  | 1.047.000 | 69,0     | 357       | 224             | 133             | 2.023                 | 18      | 266        | 507        | 633        |
| 2006 | 743.160  | 1.126.000 | 66,0     | 384       | 223             | 161             | 1.935                 | 18      | 281        | 487        | 629        |
| 2010 | 763.000  | 1.200.000 | 63,6     | 305       | 203             | 102             | 2.501                 | 23      | 215        | 424        | 630        |
| 2014 | 788.600  | 1.260.226 | 62,6     | 249       | 161             | 88              | 3.167                 | 29      | 470        | 71         | 628        |